# Charlotte Moton Hubbard
Charlotte Moton Hubbard foi a primeira mulher negra a servir como subsecretária de Estado assistente nos Estados Unidos.

## Início de vida
Charlotte Moton nasceu, filha de Robert Russa Moton e Jennie Dee Booth Moton - ambos educadores e líderes comunitários - em 27 de novembro de 1911 em Hampton, Virgínia. Ela tinha duas irmãs: Catherine e Jennie.
Charlotte Moton casou-se com Maceo W. Hubbard, um advogado do Departamento de Justiça dos Estados Unidos e activista dos direitos civis, em 29 de dezembro de 1949. Eles casaram-se e estiveram juntos até à sua morte em 1991.

## Educação
Hubbard graduou-se em 1931 com um certificado em Economia Doméstica pelo Instituto Tuskegee, onde o seu pai era o director, e mais tarde formou-se no Sargent College of Physical Education da Universidade de Boston em 1934 com um diploma de bacharel em ciências de Educação e Educação Física. Quando era estudante na Universidade de Boston, Hubbard recusou-se a morar num dormitório segregado, levantando a questão com funcionários da universidade. O seu activismo contra a discriminação racial continuou ao longo de sua vida.

## Carreira
Hubbard começou a sua carreira em 1934 como professora associada de Saúde e Educação Física no Instituto Hampton em Hampton, Virgínia. Ela trabalhou lá até 1942, quando ingressou no Office of Community War Services, parte da Federal Security Agency, em Washington, DC Após o fim da Segunda Guerra Mundial, Moton trabalhou e prestou consultoria em relações públicas numa variedade de organizações, incluindo a Girl Scouts of America, o Tuskegee Institute e os United Givers Funds. Ela ingressou no Departamento de Estado em 1963 como coordenadora das actividades femininas.
O presidente Lyndon B. Johnson nomeou Hubbard para subsecretária de Estado adjunto para Assuntos Públicos em 1964, o posto mais alto alcançado por uma mulher negra à época. Nessa função, Hubbard desenvolveu programas para lidar com a discriminação racial contra soldados negros durante a Guerra do Vietname. Hubbard aposentou-se em 1970 após o início da doença de Cushing.

## Morte
Hubbard morreu de insuficiência cardíaca congestiva aos 82 anos em 18 de dezembro de 1994, em Chevy Chase, Maryland.